# Rivière Caldwell
Pour les articles homonymes, voir Caldwell.
La rivière Caldwell coule dans la partie sud de la péninsule gaspésienne, en traversant les municipalités de Saint-Pierre-de-Lamy et le secteur de Cabano de la ville de Témiscouata-sur-le-Lac, dans la municipalité régionale de comté (MRC) de Témiscouata, dans la région administrative du Bas-Saint-Laurent, au Québec, au Canada.
La rivière Caldwell se déverse sur la rive ouest du Lac Témiscouata lequel se déverse à son tour par le sud-est dans la rivière Madawaska (fleuve Saint-Jean). Cette dernière coule vers le sud-est jusqu’à la rive nord du fleuve Saint-Jean au Nouveau-Brunswick. Ce dernier coule vers le sud-est en traversant tout le Nouveau-Brunswick et se déversant sur la rive nord de la Baie de Fundy laquelle s’ouvre vers le sud-ouest sur l’océan Atlantique.
La partie inférieure du bassin versant de la rivière Caldwell est accessible par la route 232. Les parties intermédiaire et supérieure sont accessibles par une route forestière.

## Géographie
La rivière Caldwell prend sa source à l'embouchure du lac Sload (longueur : 2,3 km ; altitude : 252 m), située au sud du lac. Le lac Sload reçoit les eaux de la rivière Lachaine (venant du sud-ouest), la décharge du Lac Perdu (venant du nord-ouest) et la décharge du Lac Fin (venant du nord-ouest).
La source de la rivière Caldwell est située à :
- 1,1 km à l’ouest de la limite des municipalités de Saint-Pierre-de-Lamy et de Cabano ;
- 5,5 km à l’ouest de la rive ouest du Lac Témiscouata ;
- 10,7 km au sud-est du centre du village de Cabano ;
- 5,3 km au sud-est du centre du village de Saint-Pierre-de-Lamy ;
- 33,4 km au nord-ouest de l’embouchure du lac Témiscouata.

La rivière Caldwell coule sur 8,8 km répartis selon les segments suivants :
- 0,7 km vers le sud, jusqu'à la confluence de la rivière Savane (venant du sud) ;
- 1,1 km vers l’est, jusqu'à la limite de la municipalité de Cabano ;
- 2,6 km vers l’est dans Cabano, jusqu'au ruisseau McLeod (venant du nord) ;
- 4,0 km vers le sud-est, jusqu'au pont de la route 232 ;
- 0,4 km vers le sud-est, jusqu'à la confluence de la rivière[2].

La rivière Caldwell se déverse sur la rive ouest du lac Témiscouata, dans la municipalité de Cabano. Cette confluence est située à :
- 5,0 km au nord-ouest du centre-ville de Cabano ;
- 25,3 km au nord-ouest de l’embouchure du lac Témiscouatal ;
- 26,1 km au nord-ouest du centre-ville de Dégelis ;
- 42,8 km au nord-ouest de la frontière entre le Québec et le Nouveau-Brunswick.

## Toponymie
Le terme « Caldwell » s’avère être un patronyme de famille d’origine anglo-saxonne.
Le toponyme « Rivière Caldwell » a été officialisé le 5 décembre 1968 à la Commission de toponymie du Québec